# Al-Dżuna
Al-Dżuna (arab. الجونة, Al-Ǧūna; egip. arab. Il-Gūna) – luksusowe miasteczko turystyczne w Egipcie, położone nad Morzem Czerwonym (Riwiera Morza Czerwonego), około 25 km na północ od Hurghady. Jest to bardzo nowoczesny kurort zbudowany na wzór Wenecji – w formie archipelagu sztucznych wysp rozdzielonych kanałami, a połączonych ze sobą mostami. Znajdują się tu luksusowe hotele, pola golfowe, szpital, szkoły, kasyno i wille milionerów. Niedaleko brzegu znajdują się rafy koralowe (szczególnie w pobliżu Wyspy Zeituna) stanowiące miejsce rekreacji dla płetwonurków.
Jest to prywatny kurort, którego budowniczym i właścicielem jest egipski przedsiębiorca i miliarder – Samih Sawiris i jego firma Orascom Development. Budowa kurortu rozpoczęła się w 1989 roku i odbywała się stopniowo. Miasteczko, jego budynki i obiekty projektowało kilku znanych architektów, w tym Amerykanin Michael Graves – projektant m.in. wielu budynków dla The Walt Disney Company. W 2015 roku w mieście znajdowało się 16 hoteli, około 2700 willi, trzy mariny.

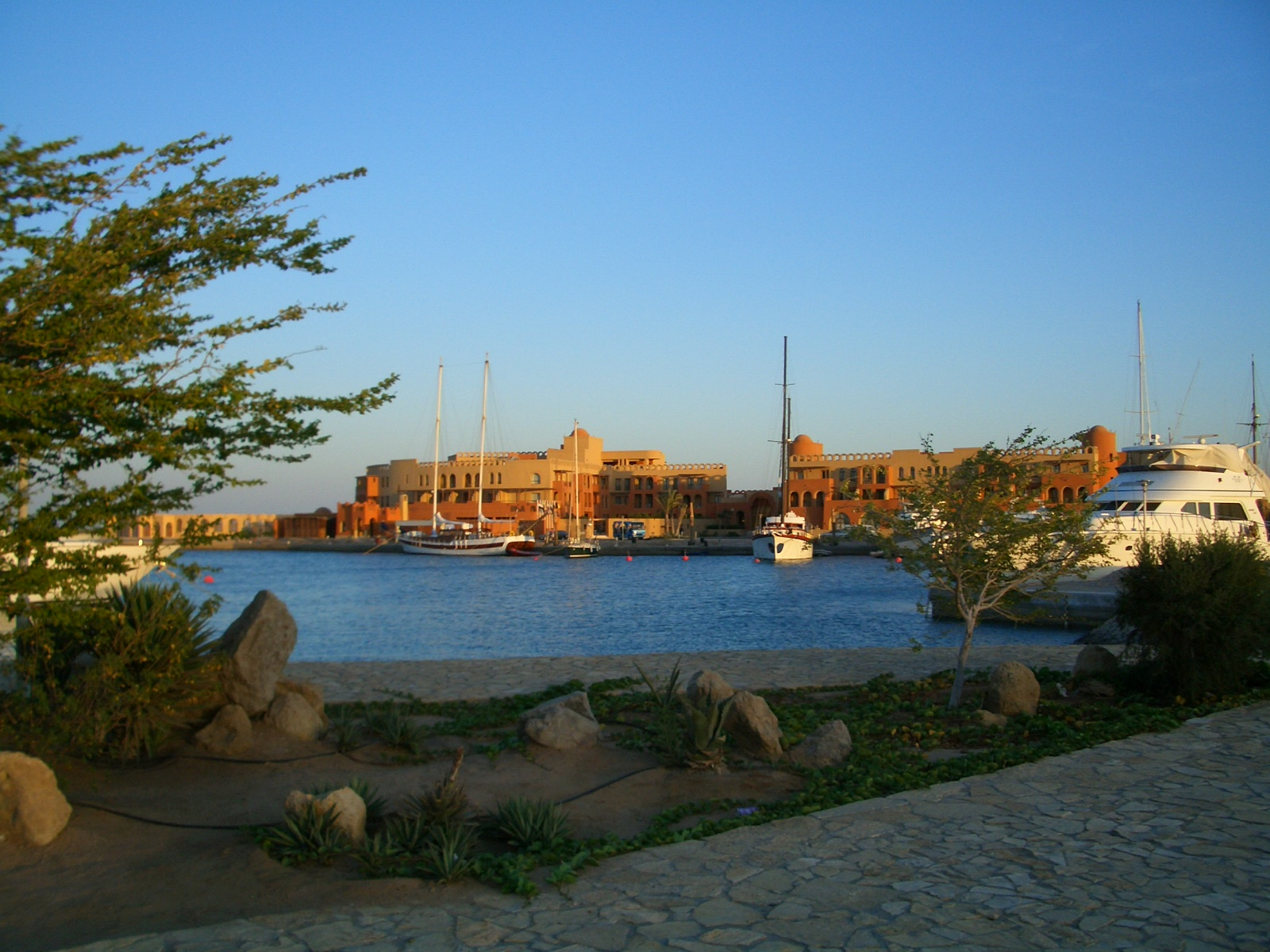
Al-Dżuna

## Wyciek ropy w 2010 roku
14 czerwca 2010 w okolicach miasta – prawdopodobnie z tankowca – nastąpił wyciek ropy. Wybrzeże zostało tam zanieczyszczone na długości 160 kilometrów. W pięciu miejscach ropa uszkodziła rafy koralowe. Powstało też zagrożenie dla pobliskiego rezerwatu przyrody morskiej.

## Przypisy

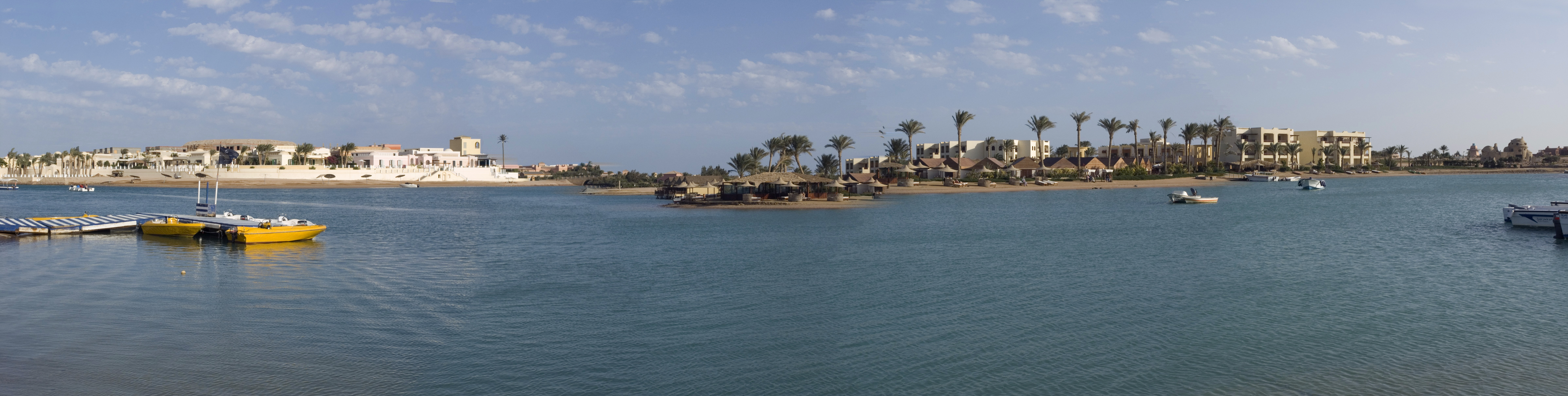
Panorama Al-Dżuny